# Юридическая этика
Юридическая этика — профессиональная этика юриста; учение о требованиях к морально-нравственным качествам работников юридического профиля, о правовой культуре правоприменительной деятельности.

## Учение
Проблемы этики деятельности юристов поднимались ещё в Древнем Риме.
Е. В. Васьковский отмечал, что «ни одна профессия не представляет для нравственности занимающихся ею лиц таких соблазнов, как адвокатура». Адвокат, «будучи специалистом в правоведении, может облечь в законную форму любую уловку, любой подвох…». По его мнению, «судьи и прокуроры, находятся в таком же положении».
А. Ф. Кони, за свой труд «Нравственные начала в уголовном процессе» (1902), считается основателем российской науки судебной этики.
«Юридическая этика», «Профессиональная этика юриста», «Профессиональная этика сотрудников правоохранительных органов» как учебная дисциплина преподаётся в России студентам юридических вузов или юридических факультетов вузов.
В 1973 году вышла в свет первая отечественная монография по вопросам судебной этики: «Судебная этика: Некоторые проблемы нравственных начал советского уголовного процесса», написанная учеными юридического факультета Воронежского государственного университета Геннадием Фёдоровичем Горским, Львом Дмитриевичем Кокоревым, Дмитрием Петровичем Котовым. Данная работа вызвала большой общественный резонанс среди криминалистов и процессуалистов, о чем свидетельствуют опубликованные на неё за короткое время девять рецензий в центральной печати таких ученых, как В.Г. Беляев, А.Д. Бойков, Ю.В. Кореневский, М.С. Строгович и др.
Наряду с юридической этикой выделяется также юридическая деонтология — учение о проблемах морали и нравственности (деонтология) в юридической деятельности.

## Кодексы профессиональной этики
Проблемы этики юридической деятельности послужили поводом принятия различными профессиональными организациями и сообществами юристов кодексов профессиональной этики.

### Россия
«Кодекс судейской этики» был утверждён VIII Всероссийским съездом судей 19.12.2012. Он сменил "Кодекс судейской этики", принятый VI Всероссийским съездом судей 2 декабря 2004 года, и «Кодекс чести судьи Российской Федерации», утверждённый постановлением Совета судей Российской Федерации от 21 октября 1993 года.
«Кодекс этики прокурорского работника Российской Федерации» утверждён Приказом Генпрокуратуры РФ от 17 марта 2010 года.
«Кодекс профессиональной этики сотрудника органов внутренних дел Российской Федерации» был принят Приказом МВД России от 24 декабря 2008 года. Он сменил «Кодекс чести рядового и начальствующего состава органов внутренних дел Российской Федерации», действовавший с 19 ноября 1993 года.
«Кодекс профессиональной этики адвоката» был принят Всероссийским съездом адвокатов 31 января 2003 года, изменён и дополнен II Всероссийским съездом адвокатов 8 апреля 2005 года и III Всероссийским съездом адвокатов 5 апреля 2007 года, VI Всероссийским съездом адвокатов 22.04.2013, VII Всероссийским съездом адвокатов 22.04.2015, VIII Всероссийским съездом адвокатов 20.04.2017 .
«Кодекс этики и служебного поведения федеральных государственных служащих Следственного комитета Российской Федерации»
(утв. Следственным комитетом РФ 11.04.2011)

### Украина
15 декабря 1999 года IV Съездом судей Украины было принято решение о принятии «Кодекса профессиональной этики судьи». Временно утвержденный Советом судей Украины 24 февраля 2000 года он был принят 24 октября этого же года V Съездом судей Украины.

### Великобритания
1 июля 2007 года вступил в силу новый кодекс профессиональной этики солиситоров Англии и Уэльса.